# Jacques Pérais
Jacques Pérais, né le 18 mai 1954 à Miliana en Algérie française, est un footballeur français évoluant au poste de défenseur central dans les années 1970 et 1980. Après sa carrière de joueur, il est devenu agent de joueurs.

## Biographie
Jacques Pérais naît à Miliana en Algérie française, de parents instituteurs. 
Il est formé au FC Nantes, où évolue également son frère Didier, vainqueur de la Coupe Gambardella en 1974. En 1973, il est prié par Jean-Claude Suaudeau de trouver un autre club, l'entraîneur nantais ne voyant pas en lui un joueur d'avenir. Il rejoint alors le SC Challandais, club de D3 puis de DRH. À la suite d'une blessure au genou, il est opéré à Paris et effectue deux ans de rééducation. 
Maître d'internat au lycée technique de Laval où il s'est exilé en 1976 à la suite de la mort de son père, il signe au Stade lavallois sur les conseils de René Ruello. D'abord amateur puis stagiaire, il apparait sporadiquement dans l'équipe première en première division. Titulaire d'un baccalauréat B et étudiant, il est sélectionné en 1976 et 1977 en équipe de France universitaire pour des tournées aux Antilles et en Guyane. 
Quelque peu marginal dans le football professionnel, où il est considéré par ses jeunes admirateurs comme le prolo du foot, au grand amusement de Michel Le Milinaire, il devient un très bon défenseur central par son travail et sa volonté. Sa valeur éclate en mai 1978 lors des six matches que dispute le Stade lavallois en Coupe d'Europe d'été, qui convainquent les dirigeants lavallois de lui faire signer son premier contrat professionnel. 
Il quitte le Stade lavallois en juin 1980 et signe un contrat de quatre ans à l'AS Monaco, avec laquelle il est champion de France en 1982.  
Dans les années 1980 il est membre du bureau de l'UNFP. En février 1985, alors défenseur de Grenoble en Division 2, il est le premier footballeur professionnel à être licencié, pour insuffisance caractérisée. Il termine sa carrière au FC Lorient, sous les ordres de Christian Gourcuff, avant de devenir conseiller sportif et juridique. 
Après sa carrière de joueur, Jacques Pérais est le premier footballeur français à se lancer dans la fonction d'agent de joueurs. Il est l'homme qui a fait venir George Weah en France, à l'AS Monaco.  Il travaille également sur les transferts de Patrick Vieira au Milan AC, de Mikaël Silvestre à Manchester United et de Lassana Diarra au Real Madrid,

## Carrière de joueur
- 1967-1973 :  FC Nantes
- 1973-1976 :  SC Challans
- 1976-1980 :  Stade lavallois
- 1980-1984 :  AS Monaco
- 1984-1985 :  Grenoble Foot
- 1985-1986 :  FC Lorient[16]

## Palmarès
- Champion de France en 1982 avec l'AS Monaco